# Napoleonaea gossweileri
Napoleonaea gossweileri är en tvåhjärtbladig växtart som beskrevs av Baker f. Napoleonaea gossweileri ingår i släktet Napoleonaea och familjen Napoleonaceae. Inga underarter finns listade i Catalogue of Life.